# Ісраель Реєс
Ісраель Реєс (ісп. Israel Reyes; нар. 23 травня 2000, Аутлан-де-Наварро) — мексиканський футболіст, півзахисник клубу «Америка» та національної збірної Мексики. Виступав також за клуби «Атлас» та «Пуебла». У складі збірної — володар Золотого кубка КОНКАКАФ.

## Клубна кар'єра
Ісраель Реєс народився 2000 року в місті Аутлан-де-Наварро, та є вихованцем футбольної школи клубу «Атлас». Професійну футбольну кар'єру Реєс розпочав 2019 року в основній команді того ж клубу, в якій протягом 2019—2020 років зіграв лише 1 матч. У 2020 році футболіст перейшов до клубу «Пуебла», в якому грав до 2023 року, та став одним із гравців основного складу команди. З 2023 року Реєс грає у складі клубу «Америка». Станом на 19 листопада 2024 року відіграв за команду з Мехіко 59 матчів в національному чемпіонаті.

## Виступи за збірну
2021 року дебютував в офіційних матчах у складі національної збірної Мексики. У складі збірної був учасником розіграшу Золотого кубка КОНКАКАФ 2023 року у США і Канаді, здобувши того року титул континентального чемпіона, розіграшу Кубка Америки 2024 року у США. Станом на листопад 2024 року зіграв у складі збірної 18 матчів, у яких відзначився 2 забитими м'ячами.

## Титули і досягнення
- Володар Золотого кубка КОНКАКАФ (1): 2023, 2025